# دوك هوليداي
دوك هوليداي (بالإنجليزية: Doc Holliday)‏ هو طبيب أسنان وطبيب أمريكي، ولد في 14 أغسطس 1851 في غريفين في الولايات المتحدة، وتوفي في 8 نوفمبر 1887 في غلينوود سبرينغز في الولايات المتحدة بسبب سل.

## معرض صور

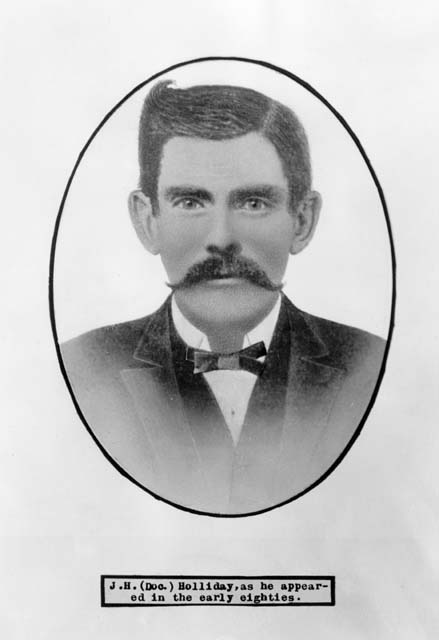
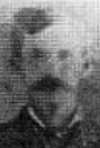
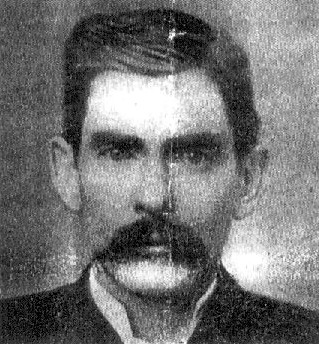
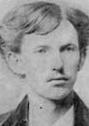
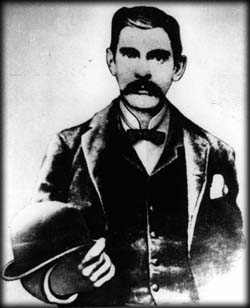
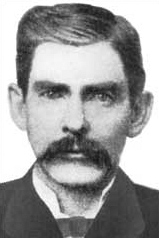

## وصلات خارجية
- دوك هوليداي على موقع الموسوعة البريطانية (الإنجليزية)
- دوك هوليداي على موقع إن إن دي بي (الإنجليزية)